# Világító síp

## A világító síp története
A világító síp 2008 közepén jelent meg a világító partykellék piacon. A szokásos, 6"-os világító rúd módosításaként, a rúd egyik végébe egy egyszerű műanyag sípot építettek bele. Ezzel a 2000 után oly népszerű partikelléket, a sípot - mely hangját számtalan alkalommal hallgathattuk a Hyperspace, Shockwave és más nagy rendezvényeken - egyesítette a már 10 éve hazánkban is elterjedt világító rúddal.

## Jellemzői
A síp a közönséges világító rúdhoz hasonló fényerőt biztosít. Bár a kémiai anyagot tartalmazó belső térfogata valamivel kisebb, a 8 órás világítási idő itt is garantált.
A világító síp egyetlen hátránya, hogy a világító rúdhoz hasonlóan egyszer használatos, így a környezetre gyakorolt hatása nem túl pozitív.

## Felhasználási területek
A világító síp a biztonsági felhasználás szempontjából is továbblépés a hagyományos rúdhoz képest. A fényhatáson kívül már a hangkeltési lehetőség is adott, mely valódi veszély helyzetekben igen hasznos lehet. A hanghatást kihasználhatjuk, ha túrázás, erdőjárás közben elveszítjük társainkat, ha árvíz, vagy bármilyen más katasztrófa esetén a világító hatás nem elegendő - például ha a köd, eső vagy hó lehetetlenné teszi a fényhatás érzékelését.
Természetesen az erdei iskolák közkedvelt számháborúiban, éjszakai túráinál is a legjobb biztonsági intézkedés lehet az elveszett, eltévedt tanítványok megtalálására.